# John Jacob Astor
John Jacob Astor, (de nacimiento Johann Jakob Astor) (17 de julio de 1763, Walldorf, Palatinado del Sacro Imperio Romano Germánico-29 de marzo de 1848, Nueva York, Estados Unidos), fue un empresario germano-estadounidense conocido por ser el primer miembro prominente de la familia Astor y el primer multimillonario en los Estados Unidos. Hijo de un carnicero alemán y el menor de tres hermanos, hizo fortuna principalmente con el comercio de pieles de animales, y más tarde con el dinero proveniente de la matanza de animales de los cuales obtenían sus pieles para realizar diversos productos. Invirtió en el negocio de bienes raíces, y también hizo parte importante de su fortuna con el comercio de opio con Asia. 
Nacido en Alemania, Astor emigró a Inglaterra cuando era adolescente y trabajó como fabricante de instrumentos musicales junto a su hermano mayor George Astor. Se mudó a los Estados Unidos después de la guerra de Independencia de los Estados Unidos. Se dedicó al comercio de pieles y construyó un monopolio, administrando un imperio comercial que se extendió a la región de los Grandes Lagos y Canadá, y luego se expandió al oeste de Estados Unidos y a la costa del Pacífico. Al ver la disminución de la demanda, salió del comercio de pieles en 1830, diversificándose e invirtiendo en bienes raíces en la ciudad de Nueva York, y más tarde convirtiéndose en un famoso mecenas de las artes.

## Biografía

### Primeros años
Johann Jakob Astor nació en Walldorf, cerca de Heidelberg, en el antiguo Palatinado. Era el hijo más joven de Johann Jakob Astor y Maria Magdalena Vorfelder. Sus tres hermanos mayores eran George, Henry y Melchior. El padre de Astor era carnicero; Johann trabajó primero en la tienda de su padre y como vendedor de productos lácteos. En 1779, a la edad de 16 años, se mudó a Londres para unirse a su hermano George en el trabajo para la fábrica de piano y fundición de un tío, Astor & Broadwood. Mientras estaba allí, aprendió inglés y dio su nombre.

### Inmigración a los Estados Unidos
En 1783 o marzo de 1784, Astor emigró a la ciudad de Nueva York, justo después del final de la Revolución Americana. Allí alquiló una habitación a la viuda Sarah Cox Todd, y comenzó a coquetear con la hija de su casera, también llamada Sarah Cox Todd, con quien se casaría en 1785. Su intención era reunirse con su hermano Henry, que había establecido una carnicería allí, pero un encuentro casual con un comerciante de pieles en su viaje le dio la idea de unirse también al comercio de pieles de América del Norte. Después de trabajar un tiempo en la tienda de su hermano, comenzó a comprar cueros en bruto a los nativos americanos. Los preparaba él mismo y luego los vendía en Londres y en otros lugares con grandes ganancias. Abrió su propia tienda de artículos de piel en Nueva York a fines de la década de 1780 y también ejerció como agente en Nueva York del negocio de instrumentos musicales de su tío.

### Fortuna del comercio de pieles
Astor aprovechó el Tratado de Jay entre Gran Bretaña y los Estados Unidos en 1794, que abrió nuevos mercados en Canadá y la región de los Grandes Lagos. En Londres, firmó de inmediato un contrato con la Compañía del Noroeste, que desde Montreal rivalizaba con los intereses comerciales de la Compañía de la Bahía de Hudson, que entonces tenía su sede en Londres. Importó pieles de Montreal a Nueva York y las envió a Europa. En 1800, había amasado una fortuna de casi un cuarto de millón de dólares, y se había convertido en una de las principales figuras en el comercio de pieles. Sus agentes trabajaron en todas las áreas del oeste y fueron despiadados en la competencia. En 1800, siguiendo el ejemplo de la Emperatriz de China, el primer buque mercante estadounidense en China, Astor intercambió pieles, tés y sándalo con Cantón en China, y se benefició enormemente de ello.
Sin embargo, la Ley de Embargo de los Estados Unidos de 1807 interrumpió el negocio de importación/exportación de Astor porque cerró el comercio con Canadá. Con el permiso del presidente Thomas Jefferson, Astor estableció la American Fur Company el 6 de abril de 1808. Más tarde formó filiales: la Pacific Fur Company y la Southwest Fur Company (en la cual los canadienses tenían una parte) para controlar el comercio de pieles en las áreas de los Grandes Lagos y la región del río Columbia. Su puesto comercial en el río Columbia, en Fort Astoria (establecido en abril de 1811), fue la primera comunidad de los Estados Unidos en la costa del Pacífico. Financió la Expedición por tierra de Astor en diciembre de 1810 para llegar al puesto de avanzada. Los miembros de la expedición descubrieron el Paso Sur, a través del cual cientos de miles de colonos atravesaron las Montañas Rocosas con destino a Oregón, California y los que se convertirían en territorios mormones.
Las empresas de comercio de pieles de Astor se vieron afectadas durante la Guerra de 1812, cuando los británicos capturaron sus puestos comerciales. En 1816, se unió al comercio de contrabando de opio. Su American Fur Company compró diez toneladas de opio turco, y lo envió de contrabando a Cantón en el paquebote Macedonian. Astor más tarde abandonó el comercio de opio con China y vendió únicamente al Reino Unido, donde era legal la droga.
El negocio de Astor se recuperó en 1817, después de que el Congreso de los EE. UU. Aprobara una ley proteccionista que prohibía los comerciantes extranjeros de pieles en los territorios de EE. UU. La American Fur Company llegó a dominar el comercio en el área alrededor de los Grandes Lagos. John Jacob Astor poseía una casa adosada en el 233 de Broadway en Manhattan y una finca en el campo, Hellgate, en el norte de la ciudad de Nueva York. En 1822, estableció la Robert Stuart House en la isla Mackinac como sede de la American Fur Company reorganizada, convirtiendo la isla en una metrópolis del comercio de pieles. Washington Irving incluyó una larga descripción del lugar en su diario de viaje a Astoria. Las conexiones comerciales de Astor se extendieron por todo el mundo, y sus naves surcaban todos los mares. Posteriormente, Astor y su esposa Sarah se mudaron a una casa adosada en Prince Street, en Manhattan, Nueva York.

### Bienes inmuebles y jubilación
Astor comenzó a comprar tierras en Nueva York en 1799 y adquirió importantes participaciones a lo largo de la costa. Después del comienzo del siglo XIX, alineado con los beneficios comerciales de China, se volvió más sistemático, ambicioso y calculador al invertir en propiedades inmobiliarias de Nueva York. En 1803, compró una granja de 70 acres que se extendía al oeste de Broadway hasta el río Hudson entre las calles 42 y 46. Ese mismo año, y al año siguiente, compró considerables posesiones de Aaron Burr.
En la década de 1830, Astor previó que el próximo gran auge sería la construcción de Nueva York, que pronto emergería como una de las mejores ciudades del mundo. Se retiró de la American Fur Company, así como de todas sus otras empresas, y utilizó el dinero para comprar y desarrollar grandes extensiones de bienes inmuebles en Manhattan. Predijo correctamente el rápido crecimiento de Nueva York hacia el norte en la isla de Manhattan, y compró más y más tierra más allá de los límites de la ciudad existentes en ese momento. Raramente construyó en sus terrenos, pero se los alquiló a otros para su uso. Después de retirarse de sus negocios, pasó el resto de su vida como mecenas de la cultura. Apoyó al ornitólogo John James Audubon en sus estudios, trabajos de arte y viajes, y en la campaña presidencial de Henry Clay.

## Matrimonio y familia
El 19 de septiembre de 1785, Astor se casó con Sarah Cox Todd (1762-1842), hija de los inmigrantes escoceses Adam Todd y Sarah Cox. Aunque su mujer le trajo una dote de tan solo 300 dólares, poseía una mente frugal y un juicio comercial mejor que la de la mayoría de los comerciantes. Le ayudó en los detalles prácticos de su negocio, y administró los asuntos de Astor cuando este estaba fuera de Nueva York.
Tuvieron ocho hijos:
Magdalena Astor en 1788; Sara Todd Astor, que nació muerta en 1790; John Jacob Astor Jr. en 1791, enfermizo y mentalmente inestable; William Backhouse Astor Sr. en 1792; Dorothea Astor en 1795; Henry Astor II en 1797, que murió en la infancia en 1799; Eliza Astor en 1801; y un hijo sin nombre que murió a los pocos días de haber nacido en 1802.

## Organizaciones fraternales
Astor era masón, y sirvió como maestro de Holland Lodge # 8, ciudad de Nueva York en 1788. Más tarde se desempeñó como Gran Tesorero de la Gran Logia de Nueva York.

## Legado
En el momento de su muerte en 1848, Astor era la persona más rica de los Estados Unidos, dejando un patrimonio estimado en al menos 20 millones de dólares. Su valor neto estimado habría sido equivalente a 110 mil millones de dólares estadounidenses de 2006, convirtiéndolo en la quinta persona más rica en la historia de Estados Unidos.
En su testamento, Astor legó 400.000 dólares para construir la Biblioteca Astor para el público de Nueva York, [4 ] Que luego se consolidó con otras bibliotecas para formar la Biblioteca Pública de Nueva York. También dejó 50.000 dólares para un hospicio y un orfanato en su ciudad natal alemana de Walldorf. El Astorhaus ahora funciona como un museo que honra a Astor y sirve como un famoso salón de fiestas para celebrar matrimonios. Astor donó fondos por un total de 20.000 dólares a la Sociedad Alemana de la Ciudad de Nueva York, durante su mandato como presidente, desde 1837 hasta 1841.
Además, legó 30.000 dólares para una cátedra de profesor en literatura alemana en la Universidad de Columbia, pero debido a las diferencias que tuvo con el decano, borró esta donación del testamento. Astor dejó la mayor parte de su fortuna a su segundo hijo William porque su hijo mayor, John Jr., era enfermizo y mentalmente inestable. Dejó suficiente dinero para cuidar a John Jr. por el resto de su vida.
Astor está enterrado en Trinity Church Cemetery en Manhattan, Nueva York. Muchos miembros de su familia se habían unido a sus congregaciones, pero él permaneció como miembro de la congregación local reformada alemana hasta su muerte.
Herman Melville usó a Astor como símbolo de los hombres que hicieron las primeras fortunas en Nueva York en su novela corta, Bartleby, el escribano. Los dos leones de mármol que se sientan a la entrada de la Biblioteca Pública de Nueva York en la Quinta Avenida y la calle 42 fueron originalmente nombrados Leo Astor y Leo Lenox, en memoria de Astor y de James Lenox, que fundaron la biblioteca a partir de sus propias colecciones. Posteriormente, se los llamó Lord Astor y Lady Lenox (aunque ambos leones son machos). El alcalde Fiorello La Guardia los renombró "Paciencia" y "Fortaleza" durante la Gran Depresión. En 1908, cuando el club de fútbol de la Asociación FC Astoria Walldorf se formó en el lugar de nacimiento de Astor en Alemania, el grupo agregó "Astoria" en honor de su nombre y el de su familia.